# Elene Lete
Elene Lete Para (Zumárraga, 7 de mayo de 2002) es una futbolista profesional española que juega como guardameta en el club Real Sociedad de la Liga F y en la selección nacional femenina de España.

## Carrera de clubes
Comenzó a jugar al fútbol en la escuela, en el Colegio La Salle Legazpi como delantera. Una vez empezó a jugar en Urola KE, descubrió su habilidad en la portería. Lete empezó su carrera en el Urola, el equipo de Zumárraga. En 2018 fue fichada por la Real Sociedad y fue portera titular de su segundo equipo. También jugó con la selección española sub-19. En 2019 se convirtió en la portera suplente del equipo principal, y ganó la Copa de la Reina. Lete debutó en Primera División el 30 de mayo de 2021 ante el Santa Teresa.
En febrero de 2023, la Real Sociedad anunció que renovaría el contrato de Lete hasta la temporada 2024-2025. Como portera fue clave en la plantilla «txuri-urdin». En la temporada anterior, en la que la Real consiguió su primera clasificación para la Champions, Lete ganó el trofeo Zamora. Mantuvo la portería a cero en once partidos y encajó una media de 0,6 goles por partido.

## Carrera internacional
Lete ha jugado con España a nivel internacional en las categorías Sub-17, Sub-19, Sub-20 y Sub-23.
En 2022, Lete estaba lista para jugar con la selección femenina de fútbol sub-20 de España, sin embargo, una lesión en la pierna la obligó a retirarse del equipo.
En 2023, Lete fue seleccionada para la selección de España y jugó partidos contra el equipo de República Checa en febrero, y los equipos de China y Noruega en abril. Sin embargo, no hizo la selección final para la Copa Mundial Femenina de Fútbol de 2023.